# Vivy: Fluorite Eye’s Song
«Виви: Песнь флюоритового глаза» (англ. Vivy: Fluorite Eye’s Song) — аниме-сериал, созданный студией Wit Studio и сценаристами Таппэем Нагацуки и Эйдзи Умэхарой. Сериал транслировался в период с 3 апреля по 19 июня 2021 года. История адаптирована в виде манги Морито Яматаки, выходящей на сайте Mag Comi издательства Mag Garden с апреля 2021 года, и серии романов под импринтом Mag Garden Books.
Данное аниме является оригинальным произведением, совместно придуманным и созданным Таппэем Нагацуки, автором ранобэ «Re:Zero. Жизнь с нуля в альтернативном мире», и Эйдзи Умэхарой, автором оригинальной идеи, отвечавшим за часть сценария аниме-адаптации.
Главными темами этой научно-фантастической драмы являются развитие искусственного интеллекта, музыка и изменение истории. Эти темы раскрываются через историю о двух ИИ, наделёнными разными, но пересекающимися жизненными предназначениями.

## Сюжет
2061 год. В результате развития искусственного интеллекта удалось создать автономные версии ИИ, совмещённые с телами андроидов, внешне похожих на людей. Однако, чтобы преодолеть программные ограничения, каждый андроид наделён определённым «назначением».
Назначение Виви — петь такие песни, чтобы делать людей счастливыми. Она работает в парке развлечений Ниалэнда и желает выступить на его главной сцене. Однажды она встречает другого ИИ, Мацумото, который утверждает, что он прибыл из будущего, чтобы предотвратить войну между людьми и машинами. В течение следующих 100 лет Виви предстоит вмешиваться в важные события истории, чтобы изменить будущее.

## Персонажи
- Виви (яп. ヴィヴィ) (настоящее имя — Дива, номер модели — A-035624) — первый человекоподобный ИИ, работающий в парке развлечений и стремящийся к тому, чтобы её песни были услышаны людьми. Начало производства — 2056 год, дата публичного выпуска — 19 июня 2060 года, 22:01. Сохраняет невозмутимый вид. Придерживается идеи «ИИ должен быть безупречен в своем назначении». Ненавидит, когда другие принижают её назначение. Прозвище Виви было взято Момокой Кирисимой из имени персонажа её любимой книги «Виви и исчезнувший воздушный шар». После начала плана «Сингулярность» Виви приняла это прозвище как своё имя. В оригинальной истории Виви была снята со сцены и провела следующие 100 лет в музее, что сделало её единственным ИИ, не вовлечённым в события, происходившие в это время. Она берётся за исправление точек сингулярности, что приведут к войне между людьми и ИИ 100 лет спустя.

Сэйю: Ацуми Танэдзаки, песни исполняет за неё Кайри Яги
- Мацумото (яп. マツモト) — ИИ, прибывший из 2161 года. В будущем имеет форму куба, но в настоящем поначалу с неохотой принимает вид плюшевого мишки. Зная, как развернутся события, что приведут к войне между людьми и машинами, Мацумото помогает Виви исправить точки сингулярности, ведущие к этому конфликту. В будущем он способен трансформироваться в транспорт и другие формы при помощи копий своего тела. Разговорчив, самоуверен, обладает отличными арифметическими способностями и вежливым тоном в голосе[4]. Тем не менее он может стать холодным и безжалостным, когда речь идет об изменениях в будущем. Недолюбливает непредсказуемость и безрассудство Виви.

Сэйю: Дзюн Фукуяма
- Эстелла (яп. エステラ Эсутэра) — младшая сестра Виви из нового поколения машин, ставших приемниками ИИ Дива. После смерти прежнего владельца стала управляющей орбитальным отелем «Санрайз». Её задача — заботиться о людях и следить за тем, чтобы с ними всё было в порядке. В оригинальной истории стала виновницей крушения отеля на Землю. После исправления истории стала известна как героиня, спасшая и эвакуировавшая пассажиров во время крушения. Смена отношения к ней привела к ускорению развития технологии ИИ.

Сэйю: Ёко Хикаса, песни исполняет за неё Рикка
- Элизабет (яп. エリザベス Эридзабэсу) — сестра-близнец Эстеллы, о которой никто ранее не знал. Элизабет была подобрана на свалке группировкой ТОУК, после чего стала хладнокровной и агрессивной личностью. В последний момент присоединилась к Эстелле и помогла спасти людей.

Сэйю: Юми Утияма
- Грейс (яп. グレイス Гурэйсу) — ИИ-медсестра. Предназначение — спасать человеческие жизни. В оригинальной истории стала женой доктора Тацуи Саэки, составив с ним первую пару из человека и ИИ. В изменённом настоящем, не успев сыграть свадьбу, стала ядром автоматического завода, из-за чего Виви была вынуждена её уничтожить.

Сэйю: Сатоми Акэсака, песни исполняет за неё Хикари Кодама

## Аниме
В конце 2016 года Джордж Вада, продюсер Production I.G и президент Wit Studio, предложил своему старому коллеге Эйдзи Умэхаре начать разработку оригинального проекта. В процессе планирования в проект было решено пригласить Таппэя Нагацуки, автора «Re:Zero. Жизнь с нуля в альтернативном мире», с которым Эйдзи познакомился на совещаниях по сценарию аниме-адаптации Re:Zero. Из-за отсутствия опыта в написании сценариев для телесериалов, Эйдзи решил сначала создать черновик, чтобы работать в более привычной манере — от книги к экранизации.
По этой причине работа над сценарием велась с 2017 по конец 2018 года, причём Нагацуки и Умэхара распределили между собой ответственность за каждый эпизод, составив структурный список всех серий, и по мере продвижения работы над сценарием подгоняли друг друга. В результате этой работы черновик стал романом, а аниме подверглось значительным изменениям после консультаций с режиссёром и продюсером. Помимо этого, для усиления драмы в сюжет был добавлен научно-фантастический сеттинг, а от сложных декораций пришлось максимально избавиться.
Незавершённый черновик в 2017 году был представлен Aniplex, которая согласилась продюсировать проект. Черновик был завершён во второй половине 2018 года. Идея использования концепции ИИ и Дивы была в проекте с самого начала, а «путешествие во времени» появилось во многом благодаря участию в проекте Нагацуки.
Аниме-сериал Vivy: Fluorite Eye’s Song был анонсирован в январе 2021 года. Его создателями указаны Таппэй Нагацуки и Эйдзи Умэхара, продюсером выступилаAniplex, а студией анимации стала Wit Studio. Режиссёром сериала стал Симпэй Эдзаки, который ранее работал с Джорджем Вадой в Production I.G, помощником режиссёра выступил Юсукэ Кубо. Дизайн персонажей выполнил loundraw, а Юити Такахаси адаптировал его для анимации. Музыку для сериала написал Сатору Косаки. Начальная композиция сериала «Sing My Pleasure» исполнена Кайри Яги от имени заглавного персонажа — Виви. Премьера двух первых серий сериала состоялась 3 апреля 2021 года на телеканале Tokyo MX и других.
Aniplex of America лицензировала аниме и транслирует его через Funimation в Северной Америке и на Британских островах. В Австралии и Новой Зеландии оно доступно на AnimeLab, во Франции, Германии, России и Скандинавии — через Wakanim. В Юго-Восточной Азии аниме лицензировано Plus Media Networks Asia и выходит на Aniplus Asia.
Русским дубляжом аниме занималась команда «Студийная Банда» по заказу Wakanim.

## Другие произведения
На основе аниме выпущена манга Морито Яматаки на сайте Mag Comi издательства Mag Garden. Манга публиковалась в период с 10 апреля 2021 года по 10 августа 2023 года.
Также был выпущен роман Vivy Prototype, написанный Таппэем Нагацуки и Эйдзи Умэхарой. Первый том поступил в продажу 30 апреля 2021 года, второй — 31 мая 2021 года. Всего было выпущено четыре тома. Хотя романы написаны совместно, Таппэй Нагацуки отвечал за 1 и 3 том, а Эйдзи Умэхара — за 2 и 4. Поведение Виви в книге соответствует трём законам робототехники, где дополнительный нулевой закон заменяет её «назначение». Многие части истории различаются в аниме и в романе.

## Награды
- Номинация в категории «Медиа» на 53-й церемонии вручения премии Nebula Award[15].
- Победа на 8-й церемонии вручения премии Anime Trending Awards в категориях «Лучшая анимационная продукция», «Лучшее оригинальное аниме» и «Музыкальное аниме года»[16].

## Критика
С первого взгляда история напоминает такие фильмы, как «Призрак в доспехах», «Терминатор» и «Мир Дикого запада». Однако, в отличие от многих других произведений в жанре, где конфликт между людьми и машинами возникает из-за притеснения ИИ, в этом произведении конфликт развивается из-за быстрого роста ИИ и вопросов о его правах..
Премьера аниме вызвала положительные отзывы критиков и была признана одной из лучших новинок своего сезона.